# Colobus angolensis
El colobo angoleño (Colobus angolensis) es una especie de primate catarrino de la familia Cercopithecidae autóctona de los bosques tropicales africanos.
De longitud en la cabeza y el cuerpo logra de 48 a 66 cm. La cola alcanza de 62 a 82 cm. El peso es de 6.8 a 10.3 kg.
Habita en las selvas lluviosas y bosques secos costeros. Se le documenta hasta los 3000 metros de elevación.
Se mantiene en grupos que cuentan de dos a veinte individuos, aunque se han visto grupos con hasta cincuenta de ellos.